# Redoxindikator
Ein Redoxindikator ist ein reversibles (d. h. beliebig oft umkehrbares) Redoxsystem, dessen reduzierte und oxidierte Formen verschiedenfarbig sind. Man unterscheidet:
- zweifarbige Indikatoren wie Ferroin (Farbumschlag blau – rot) und
- einfarbige Indikatoren wie Methylenblau (Umschlag blau – farblos)
oder Phenosafranin (Umschlag rot – farblos).

Ein Redoxindikator kommt nur bei bestimmten Redoxtitrationen zum Einsatz, um den Gehalt an einem bestimmten Oxidations- oder Reduktionsmittel zu ermitteln.  Bei der Redoxtitration mit dem stark violett gefärbten Kaliumpermanganat in der Manganometrie wird ein solcher Indikator nicht benötigt.
Sonderfälle sind:
- Diphenylamin (Farbumschlag farblos – violett), da ein Schritt der Farbstoffbildung, die Benzidin-Umlagerung, irreversibel ist
- Resazurin (blau), da die Reduktion zum rosafarbenen, fluoreszierenden Resorufin ebenfalls irreversibel ist.